# Menophra pallescens
Menophra pallescens là một loài bướm đêm trong họ Geometridae.